# Alfredo Aníbal González Cepeda
Alfredo Aníbal González Cepeda (Ciudad de Salta, Argentina, 29 de mayo de 1966) es un exfutbolista argentino. Se desempeñaba en la posición de delantero.

## Trayectoria
Alfredo González Cepeda se inició como futbolista en 1990 en el Altos Hornos Zapla, dos años más tarde pasaría al Gimnasia y Tiro. En 1996 fue fichado por el Club Atlético San Martín y un año después regresaría al Gimnasia y Tiro. En marzo de 1998 fue transferido al Universitario de Deportes del Perú, equipo con el cual obtendría el título nacional ese mismo año. Luego su paso por el fútbol peruano regresó nuevamente al Gimnasia y Tiro y tras retirarse del fútbol en 2003, decidió conformar con otro exdelantero del Gimnasia y Tiro, Luis Viano, una dupla técnica.

## Clubes
| Club                      | País      | Año         |
| ------------------------- | --------- | ----------- |
| Altos Hornos Zapla        | Argentina | 1990 - 1991 |
| Gimnasia y Tiro           | Argentina | 1993 - 1994 |
| Atlético San Martín       | Argentina | 1996 - 1997 |
| Gimnasia y Tiro           | Argentina | 1997        |
| Universitario de Deportes | Perú      | 1998        |
| Gimnasia y Tiro           | Argentina | 1998 - 2003 |

## Palmarés

### Campeonatos nacionales
| Título                    | Club                      | País | Año  |
| ------------------------- | ------------------------- | ---- | ---- |
| Primera División del Perú | Universitario de Deportes | Perú | 1998 |